# Ar-Rikama
Ar-Rikama (arab. الرقاما) – miasto w Syrii, w muhafazie Hims. W 2004 roku liczyło 3900 mieszkańców.